# Quintus Aelius Tubero (Volkstribun 193 v. Chr.)
Quintus Aelius Tubero war ein römischer Politiker im 2. Jahrhundert v. Chr.
Livius berichtet, dass Quintus Aelius Tubero am Ende des Jahres 194 v. Chr. als (soeben gewählter) Volkstribun im Auftrag des Senats einen Gesetzesantrag in das Concilium plebis eingebracht hat. Der Entwurf sah vor, zwei Latinerkolonien zu gründen: eine bei den Bruttiern, eine im Gebiet der Thurier. Die Volksversammlung stimmte dem Vorschlag zu. Für die Durchführung wurden Triumviri coloniis deducendis für drei Jahre gewählt, zu denen, für die Kolonie im Gebiet der Thurier, auch Quintus Aelius Tubero selbst zählte.
193 v. Chr. gründete das Triumvirat, zu dem Tubero zählte, Castrum Frentinum (wahrscheinlich identisch mit der von Strabon als Copia bezeichneten Kolonie). 3000 Fußsoldaten und 300 Reiter wurden hier angesiedelt; nach Livius erhielten die Infanteristen jeweils 20, die Kavalleristen jeweils 40 iugera Land. An gleicher Stelle bemerkt Livius, dass man den Soldaten mehr Grund hätte zuweisen können, dass man aber Land für spätere Ansiedlungen zurückhalten wollte.